# Louis-Antoine Garnier-Pagès
Louis-Antoine Pagès, detto Garnier-Pagès (Marsiglia, 16 febbraio 1803 – Parigi, 31 ottobre 1878), è stato un politico francese.

## Biografia
Figlio di Simon Pagès, già professore di retorica a Sorèze divenuto proprietario di una pensione a Marsiglia, Louis-Antoine era fratello per parte di madre con Étienne Garnier, così che entrambi vollero assumere il cognome Garnier-Pagès.
I due fratelli s'impegnarono in politica, prendendo parte alla rivoluzione del luglio 1830 che mise fine alla monarchia dei Borboni. Nel 1842, anno della morte di Étienne, Louis-Antoine fu eletto alla Camera dei deputati, sedendo nei banchi dell'opposizione repubblicana. Dal 1846 ai primi del 1848 si adoperò per la formazione di una dirigenza repubblicana clandestina e per la campagna di stampa anti-monarchica.
Rieletto deputato il 1º agosto 1846, si pronunciò a favore della riforma elettorale e fu tra i promotori della campagna dei banchetti. Nel 1848, scoppiata Rivoluzione di febbraio, Garnier-Pagès ricoprì il ruolo di sindaco di Parigi dal 24 febbraio al 5 marzo; in questa data assunse il dicastero delle Finanze.
Data la situazione disastrosa del bilancio statale, Garnier-Pagès decise di limitare i rimborsi sui depositi, limitandoli a quelli inferiori a cento franchi, mentre per quelli superiori impose l'accettazione dei buoni del tesoro. Lanciò anche un prestito nazionale che non fu però sufficiente a risanare le casse statali e allora il 15 marzo istituì la famosa «imposta dei 45 centesimi». Su ogni franco pagato sulle quattro imposte dirette - fondiaria, mobiliare, porte e finestre, e di esercizio - era istituita un'ulteriore tassa di 45 centesimi. Si evitò così la bancarotta ma il governo si alienò l'appoggio della classe maggioritaria in Francia, quella dei contadini, che venivano soprattutto colpiti dall'iniziativa.
Schiacciata la rivolta operaia di giugno, il governo risulta così discreditato tanto in provincia che a Parigi e Luigi Bonaparte vinse trionfalmente le elezioni presidenziali dell'11 dicembre 1848. Garnier-Pagés venne rieletto deputato il 13 maggio 1849, ma non fece parte del nuovo governo. Postosi alla destra del gruppo repubblicano, egli fece un'opposizione molto moderata. Dopo il colpo di Stato del 2 dicembre 1851 si ritirò dalla vita politica attiva, salvo ripresentarsi alle elezioni del 1857, ma non venne eletto.
Venne invece eletto nelle elezioni del 20 marzo 1864 e poco dopo fu denunciato con altri dodici per riunione non autorizzata - nel Secondo Impero erano vietate le riunioni di più di venti persone - e condannato a 500 franchi di ammenda. Rieletto il 24 maggio 1869, si oppose alla dichiarazione di guerra contro la Prussia. Alla caduta dell'Impero, fece parte del governo di difesa nazionale. L'8 febbraio 1871 non venne rieletto all'Assemblea nazionale e si ritirò definitivamente dalla vita politica.

## Opere
- Episode de la révolution de 1848, 1850
- Histoire de la révolution de 1848, 1862
- Histoire de la Commission exécutive, 1872
- L'Opposition et l'Empire, 1872